# کندیس برگن
کندیس پاتریشیا برگن (به انگلیسی: Candice Patricia Bergen) (زاده ۹ مه ۱۹۴۶ در بورلی هیلز، کالیفرنیا) بازیگر اهل آمریکا است.

## گزیده فیلم‌شناسی
- گاندی
- خم به ابرو نیاور
- دختر شایسته اخلاق
- سکس و شهر
- گروه
- برای زندگی، زندگی کن
- دانه‌های شن
- ماجراجویان
- شبی پُر باران
- شروع دوباره
- ۲۰۱۰ (صداپیشه)
- خانه شیرینم آلاباما
- قوم و خویش سببی
- زنان
- رمانتیسم
- درک روشن
- ثروتمند و مشهور
- بوستون لیگال (مجموعه تلویزیونی)
- ساخت ایران
- باشگاه کتاب: فصل بعدی